# Сент-Этьенн-о-Мон
Сент-Этьенн-о-Мон (фр. Saint-Étienne-au-Mont) — коммуна во Франции, регион О-де-Франс, департамент Па-де-Кале, округ Булонь-сюр-Мер, кантон Утро. Пригород Булонь-сюр-Мер, расположен в 5 км к югу от центра города, в 1 км от автомагистрали А16 «Европейская», на берегу реки Льян. На западе территория коммуны выходит к Ла-Маншу. В центре коммуны находится железнодорожная станция Пон-де-Брик линии Булонь-Лонго.
Помимо собственно города Сент-Этьенн-о-Мон, в состав коммуны входят небольшие населенные пункты Пон-де-Брик и Эко.
Население (2018) — 5 118 человек.

## Достопримечательности
- Церковь Святого Этьенна XV века
- Церковь Святой Терезы конца XIX века
- Шато Одиск (d’Audisque) XVIII века
- Шато Пон-де-Брик XVIII века
- Прибрежные песчаные дюны в Эко

## Экономика
Структура занятости населения:
- сельское хозяйство — 0,0 %
- промышленность — 16,3 %
- строительство — 8,8 %
- торговля, транспорт и сфера услуг — 25,1 %
- государственные и муниципальные службы — 49,8 %

Уровень безработицы (2017) — 18,3 % (Франция в целом — 13,4 %, департамент Па-де-Кале — 17,2 %). 

Среднегодовой доход на 1 человека, евро (2018) — 18 470 (Франция в целом — 21 730, департамент Па-де-Кале — 19 200).

## Демография
Динамика численности населения, чел.

## Администрация
Пост мэра Сент-Этьенн-о-Мон с 2012 года занимает член Коммунистической партии Брижитт Пассебоск (Brigitte Passebosc). На муниципальных выборах 2020 года возглавляемый ею список коммунистов победил в 1-м туре, получив 62,82 % голосов.
| Период | Период | Фамилия           | Партия                  | Примечания                                                                     |
| ------ | ------ | ----------------- | ----------------------- | ------------------------------------------------------------------------------ |
| 1971   | 1990   | Жан Бардоль       | Коммунистическая партия | член Генерального совета департамента, депутат Национального собрания, сенатор |
| 1990   | 2012   | Жан-Клод Жюда     | Коммунистическая партия | член Генерального совета департамента                                          |
| 2012   |        | Брижитт Пассебоск | Коммунистическая партия | учитель физкультуры, член Совета региона Нор-Па-де-Кале                        |

## Галерея

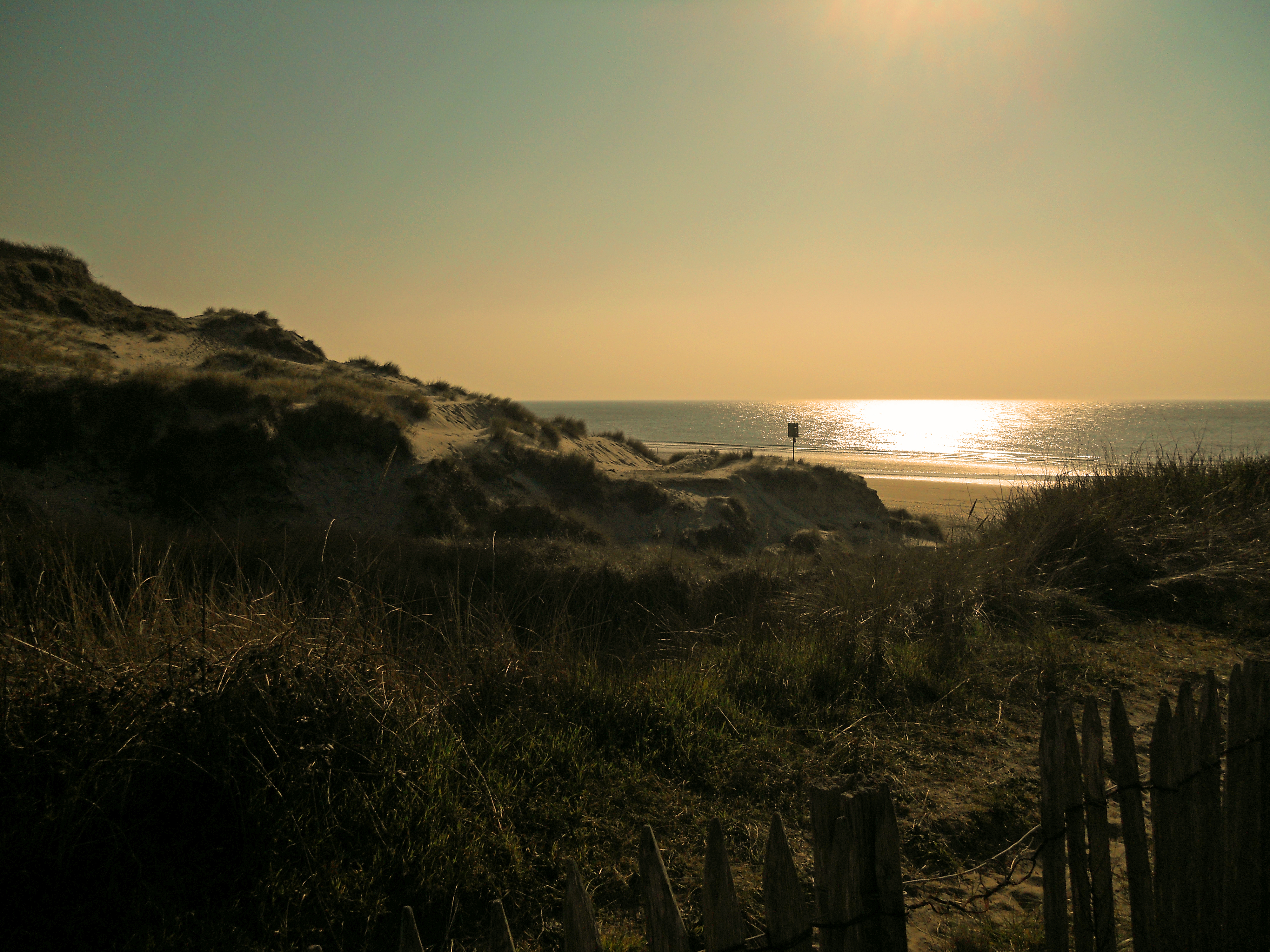
Дюны в Эко
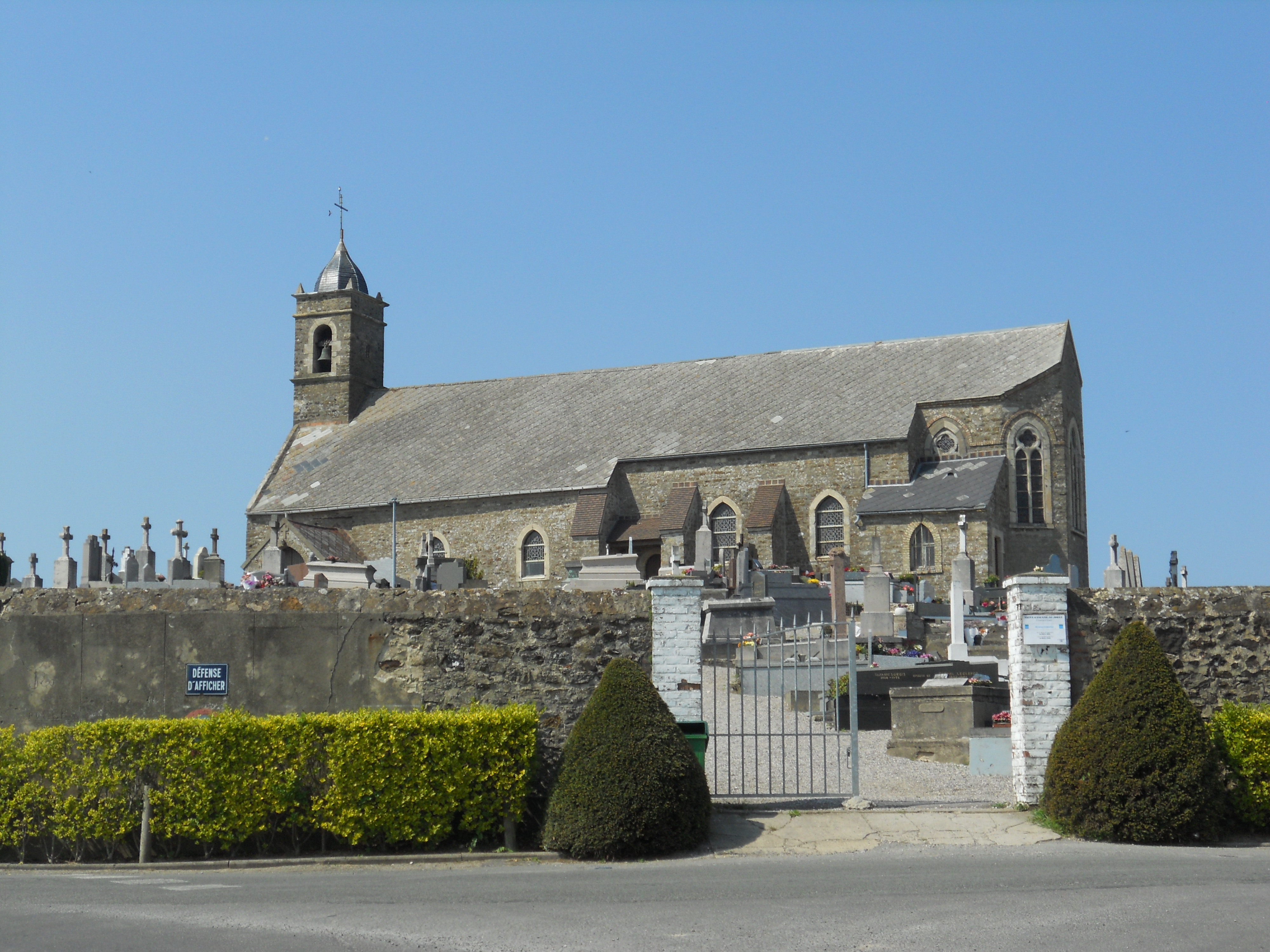
Церковь Святого Этьена в Эко
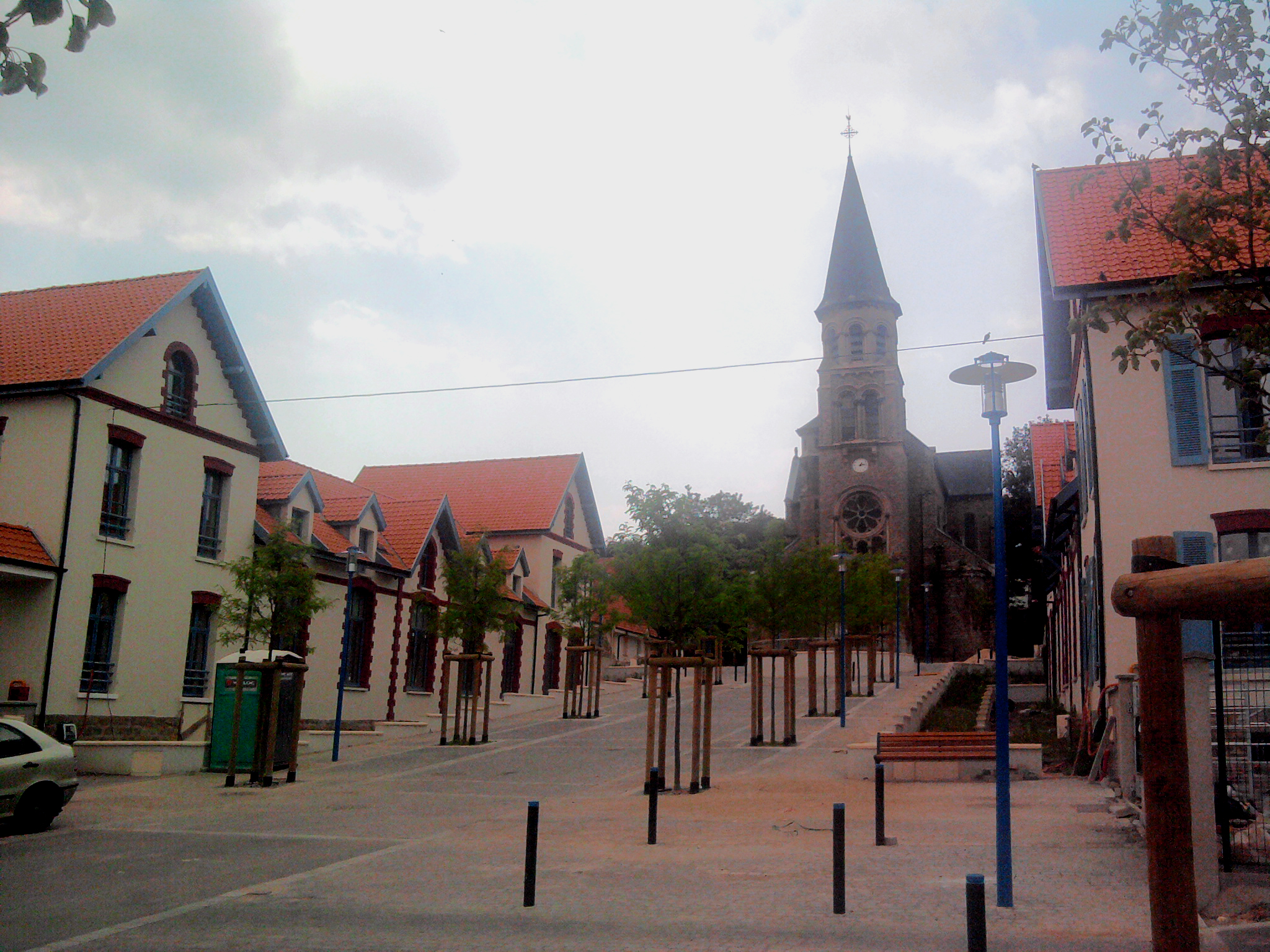
Улица в Пон-де-Брик

1. 1 2  база данных о французских коммунах — Национальный географический институт Франции, 2015.